# Anvil
Gli Anvil sono un gruppo musicale heavy metal canadese fondato in Ontario nel 1978 dal cantante/chitarrista Lips, e dal batterista Robb Reiner.

## Storia del gruppo
La band inizialmente utilizzò il nome "Lips", con il quale pubblicò, nel 1981, l'album di debutto Hard 'n' Heavy, un disco di potente heavy metal caratterizzato da liriche a sfondo apertamente sessuale. Il disco venne ripubblicato con il loro nome attuale, adottato anch'esso nel 1981, mentre l'anno dopo uscì Metal on Metal seguito, nel 1983 da Forged in Fire; tre uscite edite dall'etichetta discografica Attic Records.

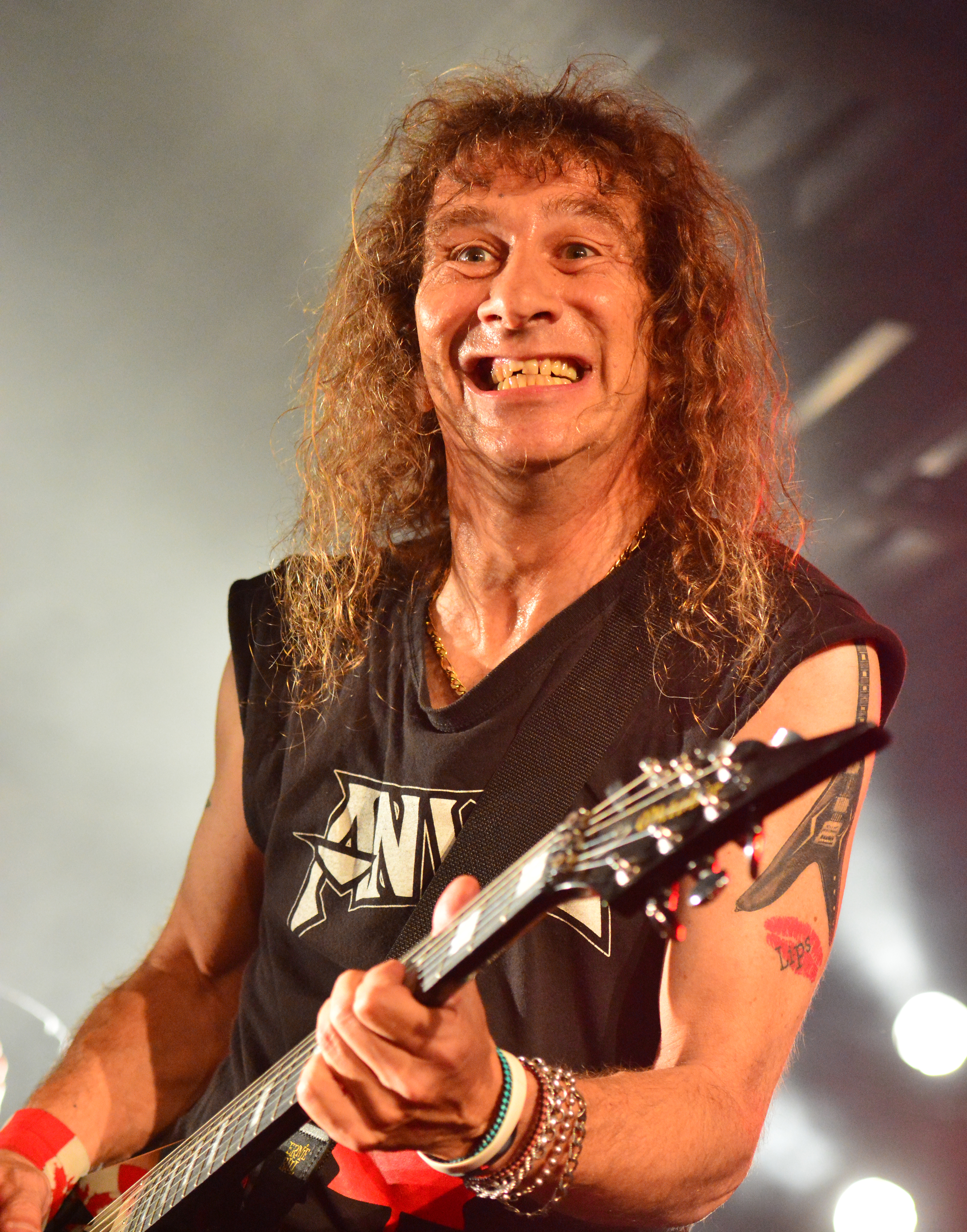
Steve "Lips" Kudlow

Nel 1987 il gruppo passò alla Metal Blade Records, ma il connubio con quest'ultima si concluse nel 1989 con l'album dal vivo Past and Present - Live in Concert, l'ultimo lavoro con la formazione "storica".

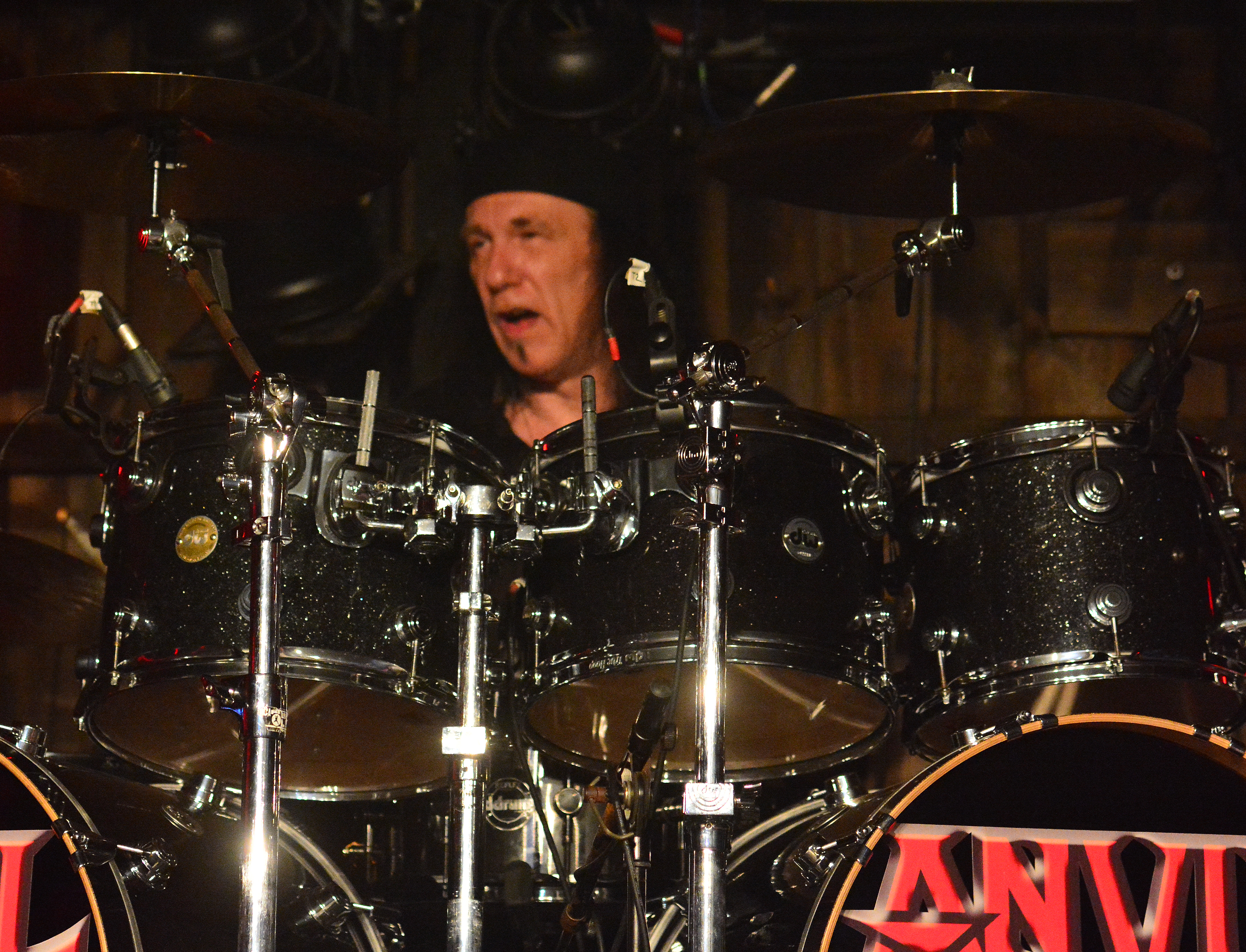
Robb Reiner

Il 1991 fu l'anno del ritorno alle scene con Worth the Weight, album potente dalle sonorità pesanti. Nel 1996 la band passò alla Hypnotic Records, un'altra etichetta, sfornando Plugged in Permanent.
In seguito venne dato alle stampe l'album Speed of Sound, di buon livello, e, sempre nel 1999, uscì la raccolta Anthology of Anvil.
Con il loro disco This Is Thirteen, del 2007, si fecero beffe delle superstizioni legate al numero tredici e non rinunciarono, nel titolo, a un mascherato innuendo sessuale, rappresentato dall'acronimo 'tit', cioè seno; inoltre venne mantenuta la loro tradizione di usare titoli composti da tre parole.

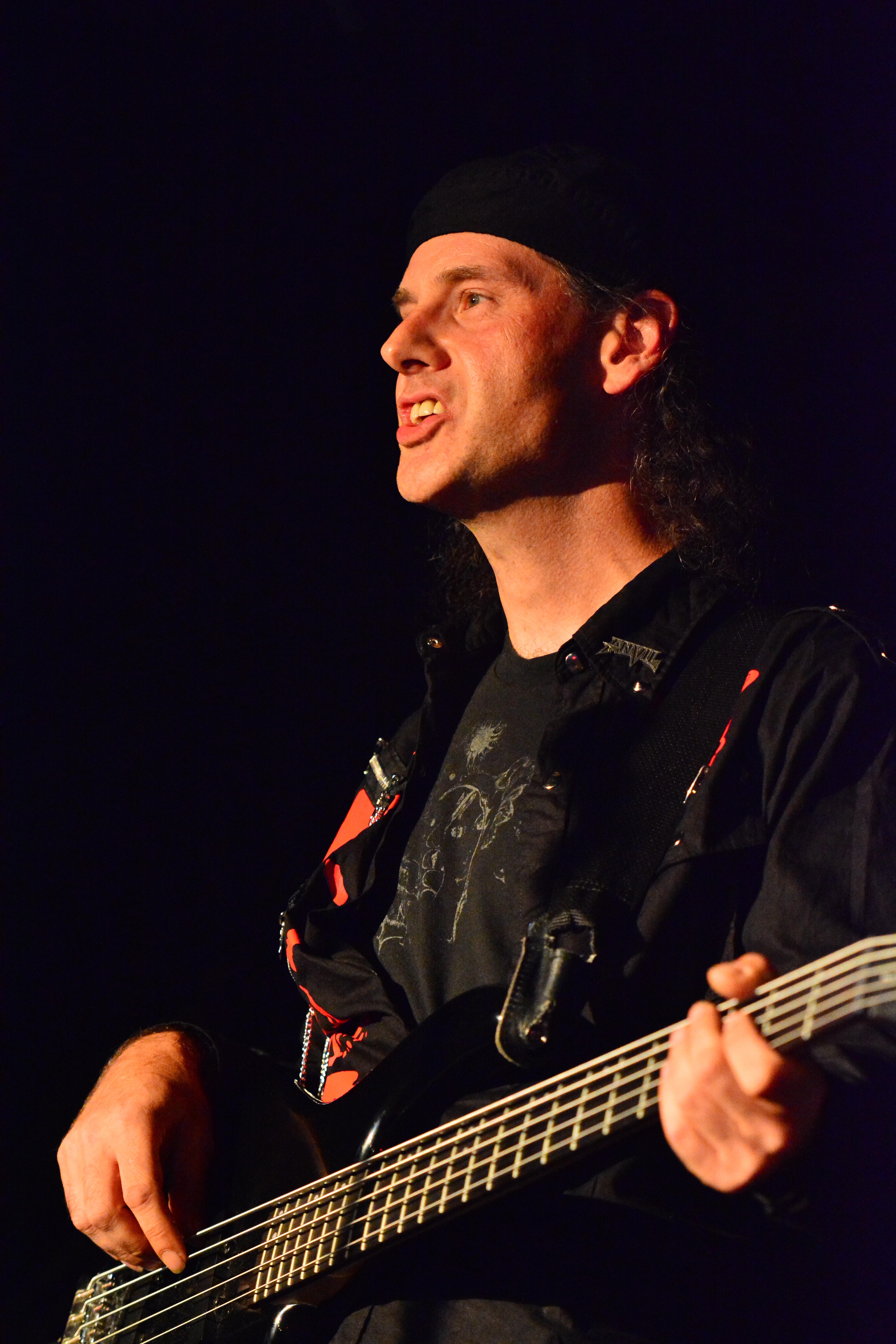
Chris Robertson

Tornarono alla ribalta grazie al documentario biografico Anvil! The Story of Anvil diretto da Sasha Gervasi (The Terminal) considerato il successore di This Is Spinal Tap (1984) di Rob Reiner.

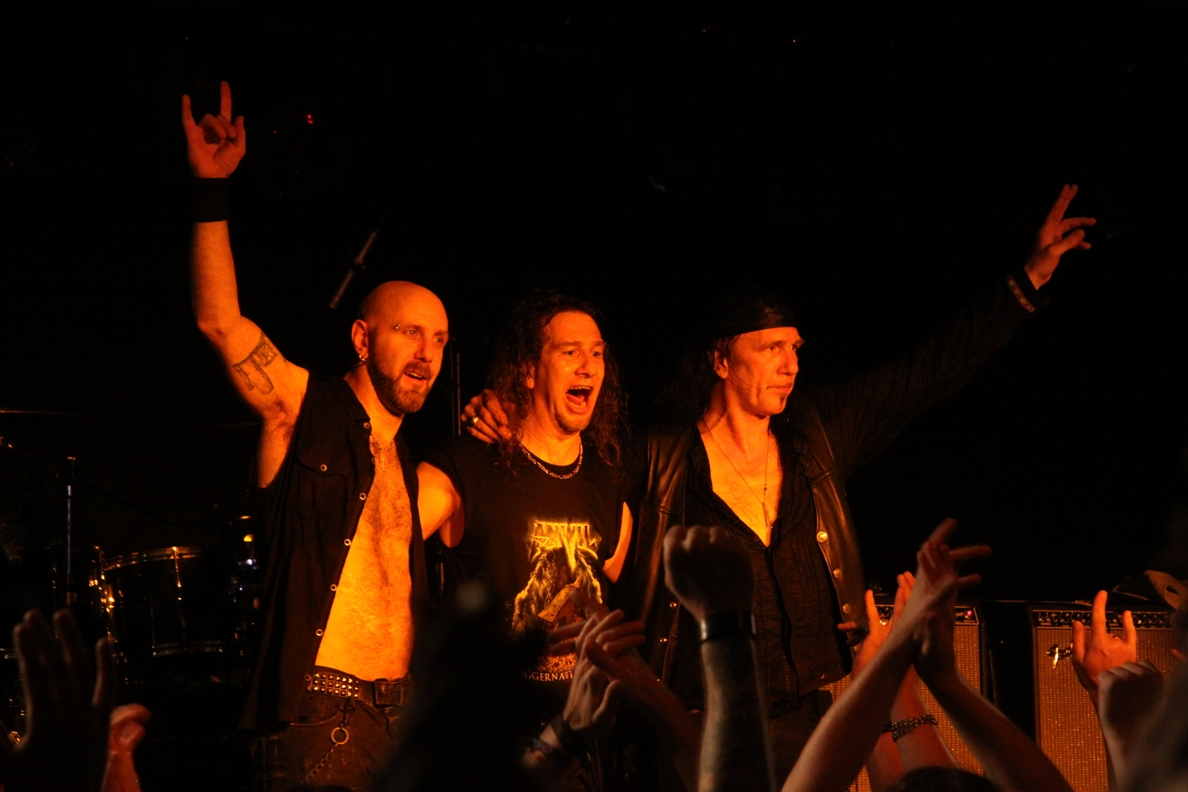
Gli Anvil con Glenn "Glenn Five" Gyorffy

## Formazione

### Formazione attuale
- Steve "Lips" Kudlow – voce, chitarra (1978-presente)
- Chris Robertson – basso (2016-presente)
- Robb Reiner – batteria (1978-presente)

### Ex componenti
- Dave Allison – voce, chitarra (1978-1989)[3]
- Sebastian Marino – chitarra (1989-1995)[4]
- Ivan Hurd – chitarra (1995-2007)
- Ian Dickson – basso (1978-1993)
- Mike Duncan – basso (1993-1996)
- Glenn Five – basso (1996-2012)
- Sal Italiano – basso (2007-2016)

## Discografia

### Album in studio
- 1981 – Hard 'n' Heavy
- 1982 – Metal on Metal
- 1983 – Forged in Fire
- 1987 – Strength of Steel
- 1988 – Pound for Pound
- 1992 – Worth the Weight
- 1996 – Plugged in Permanent
- 1997 – Absolutely No Alternative
- 1999 – Speed of Sound
- 2001 – Plenty of Power
- 2002 – Still Going Strong
- 2004 – Back to Basics
- 2007 – This Is Thirteen
- 2011 – Juggernaut of Justice
- 2013 – Hope in Hell
- 2016 – Anvil Is Anvil
- 2018 – Pounding the Pavement
- 2020 – Legal at Last
- 2022 - Impact is Imminent
- 2024 - One and Only

### Album dal vivo
- 1989 – Past and Present - Live in Concert

### Compilation
- 1985 – Backwaxed

### EP
- 1982 – Anvil
- 1999 – Speed of Sound

### Raccolte
- 1999 – Anthology of Anvil
- 2011 – Monument of Metal

### Demo
- 1985 – Molten Metal

### Singoli
- 1981 – School Love
- 1983 – Make It Up to You
- 1983 – Forged in Fire
- 1988 – Blood on the Ice
- 2011 – Juggernaut of Justice
- 2013 – Hope in Hell (download digitale)
- 2013 – Flying (download digitale)
- 2013 – Mankind Machine (download digitale)

## Videografia
- 2009 – Anvil! The Story of Anvil